# Château fort de Kutin
Le château fort de Kutin ou de Quetzin est une motte castrale édifiée sur l'île de Kohl du Plauer See.
Il devait s'agir à l'origine d'un fort défendu par les Slaves Abodrites. Les données dendrochronologiques font remonter sa construction à la fin du Xe siècle. Avec la destruction de ce fort en 1164, puis l'invasion et la christianisation entreprise par Henri le Lion, les terres de Kuissin échurent aux seigneurs de Werla. La situation reculée de Quetzin incita à reconstruire la citadelle plus près des routes commerciales, ce qui donna naissance à la ville de Plau.

## Sources
- (de) Cet article est partiellement ou en totalité issu de l’article de Wikipédia en allemand intitulé « Burg_Kutin » (voir la liste des auteurs).
- Georg Christian Friedrich Lisch: Das Land Kutsin oder Kutin. In: Jahrbücher des Vereins für Mecklenburgische Geschichte und Altertumskunde. - vol. 10 (1845), pp. 36–41 (digitalisiert auf portal.hsb.hs-wismar.de)
- Ralf Bleile: Quetzin - Eine spätslawische Burg auf der Kohlinsel im Plauer See. Befunde und Funde zur Problematik slawischer Inselnutzungen in Mecklenburg-Vorpommern (Beiträge zur Ur- und Frühgeschichte Mecklenburg-Vorpommerns volume 48), Schwerin 2008